# 旧金山杜莎夫人蜡像馆
旧金山杜莎夫人蜡像馆 (英語：Madame Tussauds San Francisco) 位于美国旧金山渔人码头，是默林娱乐集团杜莎夫人蜡像馆的分馆。于2014年6月26日开馆，也是全球第十七家蜡像馆。

## 历史
2013年，默林娱乐和渔人码头蜡像博物馆签订了合约，建立杜莎夫人蜡像馆和旧金山地牢等旅游景点。蜡像馆拥有超过270尊蜡像，经营权为50年。它包括众多名人的蜡像，设计电影电视音乐政治体育和流行文化等。它还与来自城市过去的当地艺术家，音乐家和活动家蜡像们庆祝“旧金山的精神”。

## 名人
| 体育            | 历史人物和领导人 | 音乐          | 电影                |
| --------------- | ---------------- | ------------- | ------------------- |
| 穆罕默德·阿里   | 史蒂夫·乔布斯    | 阿黛尔        | 阿尔弗雷德·希区柯克 |
| 祖·蒙坦拿       | 贝拉克·奥巴马    | 迈克尔·杰克逊 | 乌比·戈德堡         |
| 泰格·伍兹       | 亚伯拉罕·林肯    | Lady Gaga     | 斯蒂芬·斯皮尔伯格   |
| 塞雷娜·威廉姆斯 | 乔治·华盛顿      | 麦当娜        | 玛丽莲·梦露         |
| -               | 马丁·路德·金     | 蕾哈娜        | 奥黛丽·赫本         |